# Генгам
Генга́м, Ґінґам (фр. Guingamp) — муніципалітет у Франції, у регіоні Бретань, департамент Кот-д'Армор. Населення — 7105 осіб (01.01.2021).
Муніципалітет розташований на відстані близько 410 км на захід від Парижа, 120 км на північний захід від Ренна, 29 км на захід від Сен-Бріє.

## Історія
З XI століття Генгам входив до складу графства Пентьєвр, іноді виділяючись в окремий льон; так, другий син графа Стефана I де Пентьєвр, відомий діяч феодальних війн в Англії Ален Чорний (1107—1146) успадкував від матері титул графа Генгамського. Карл де Блуа в XIV столітті дарував Генгаму свій герб: дві срібні та дві блакитні горизонтальні смуги. З того ж часу цей герб знаходиться на фронтоні базиліки Богоматері Швидкої помічниці (Notre-Dame de Bon-Secours). У XVII столітті місто було одним із центрів Повстання гербового паперу, яке охопило всю Бретань, за що троє генгамців були повішені.
З 1977 року (за винятком перерви в 1989—1995) мерія Генгама знаходиться в руках лівих партій. Нинішній мер, пані Анні Ле Уеру, представляє Соціалістичну партію.

## Пам'ятки
- Замок герцога Бретані П'єра II;

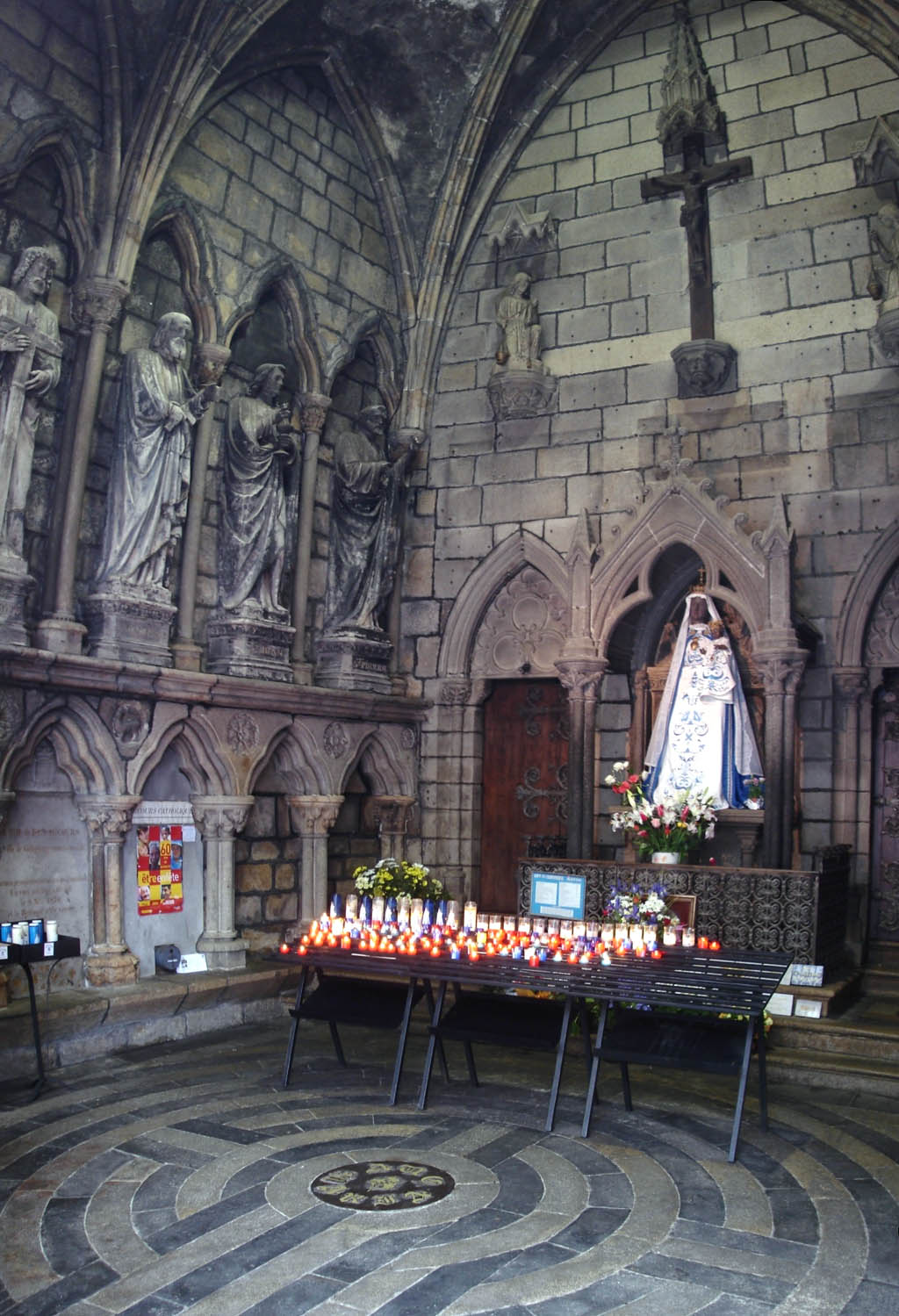
Каплиця Богоматері в генгамській базиліці

- Базиліка Богоматері Швидкої помічниці (XI—XVI ст.)
- Абатство Св. Хреста (засноване бл. 1135)
- Фонтан Ле Пломе («джерело» бретонською, заснований в XV столітті, сучасне оформлення з XVIII століття).

## Сучасність
У місті знаходиться відділення трегорського субрегіонального технопарку Антісіпа.
Для сучасної культури Генгама характерні:
- Танцювальні заходи; місто є центром міжнародного фестивалю кельтського і бретонського танцю, є кілька шкіл традиційних бретонських танців;
- Культура кімнатної рослини камелія, в Генгамі базується міжнародна асоціація камелієводства;
- Присутність бретонської мови, 15 % дітей вивчають її в школах, місто приєдналося до хартії підтримки бретонської мови Ya d'ar brezhoneg.

## Різне
У Генгамі розташований футбольний клуб Генгам. У 2009 році «En Avant» виграв Кубок Франції з футболу, перемігши у фіналі інший бретонський клуб — «Ренн», а в 2014-му — з точністю повторив успіх.
Серед уродженців Генгаму — композитор Гі Ропарц.
Генган — місто-побратим ірландського міста Шаннон.

## Демографія
Динаміка населення (Base de données Cassini і Insee ):
Розподіл населення за віком та статтю (2006):
| Стать | Всього | До 15 років | 15-24 | 25-44 | 45-64 | 65-85 | Понад 85 |
| --- | ------ | ----------- | ----- | ----- | ----- | ----- | -------- |
| Чоловіки | 3431   | 611         | 627   | 890   | 775   | 464   | 64       |
| Жінки | 4247   | 527         | 851   | 885   | 903   | 944   | 137      |
| \| Статево-вікова піраміда \| Статево-вікова піраміда \| Статево-вікова піраміда \| \| ----------------------- \| ----------------------- \| ----------------------- \| \| Чоловіки \| Вік \| Жінки \| \| 64 \| 85 + \| 137 \| \| 96 \| 80-84 \| 245 \| \| 128 \| 75-79 \| 265 \| \| 120 \| 70-74 \| 245 \| \| 120 \| 65-69 \| 189 \| \| 148 \| 60-64 \| 132 \| \| 168 \| 55-59 \| 252 \| \| 256 \| 50-54 \| 256 \| \| 203 \| 45-49 \| 263 \| \| 247 \| 40-44 \| 250 \| \| 228 \| 35-39 \| 218 \| \| 188 \| 30-34 \| 182 \| \| 227 \| 25-29 \| 235 \| \| 268 \| 20-24 \| 396 \| \| 359 \| 15-20 \| 455 \| \| 247 \| 10-14 \| 165 \| \| 176 \| 5-9 \| 169 \| \| 188 \| 0-4 \| 193 \| |        |             |       |       |       |       |          |
| Статево-вікова піраміда |        |             |       |       |       |       |          |
| Чоловіки | Вік    | Жінки       |       |       |       |       |          |
| 64 | 85 +   | 137         |       |       |       |       |          |
| 96 | 80-84  | 245         |       |       |       |       |          |
| 128 | 75-79  | 265         |       |       |       |       |          |
| 120 | 70-74  | 245         |       |       |       |       |          |
| 120 | 65-69  | 189         |       |       |       |       |          |
| 148 | 60-64  | 132         |       |       |       |       |          |
| 168 | 55-59  | 252         |       |       |       |       |          |
| 256 | 50-54  | 256         |       |       |       |       |          |
| 203 | 45-49  | 263         |       |       |       |       |          |
| 247 | 40-44  | 250         |       |       |       |       |          |
| 228 | 35-39  | 218         |       |       |       |       |          |
| 188 | 30-34  | 182         |       |       |       |       |          |
| 227 | 25-29  | 235         |       |       |       |       |          |
| 268 | 20-24  | 396         |       |       |       |       |          |
| 359 | 15-20  | 455         |       |       |       |       |          |
| 247 | 10-14  | 165         |       |       |       |       |          |
| 176 | 5-9    | 169         |       |       |       |       |          |
| 188 | 0-4    | 193         |       |       |       |       |          |

## Економіка
2010 року серед 4817 осіб працездатного віку (15—64 років) 2939 були активними, 1878 — неактивними (показник активності 61,0%, у 1999 році було 62,4%). З 2939 активних мешканців працювало 2413 осіб (1245 чоловіків та 1168 жінок), безробітними було 526 (261 чоловік та 265 жінок). Серед 1878 неактивних 827 осіб було учнями чи студентами, 392 — пенсіонерами, 659 були неактивними з інших причин.

У 2010 році в муніципалітеті числилось 3701 оподатковане домогосподарство, у яких проживали 6606,0 особи, медіана доходів виносила 14 765,5 євро на одного особоспоживача